# Scytodes aethiopica
Scytodes aethiopica là một loài nhện trong họ Scytodidae.
Loài này thuộc chi Scytodes. Scytodes aethiopica được Eugène Simon miêu tả năm 1907.